# آخرین موهیکان
آخرین موهیکان (انگلیسی: The Last of the Mohicans) رمانی از جیمز فنیمور کوپر است.